# Campo di concentramento di Kemna

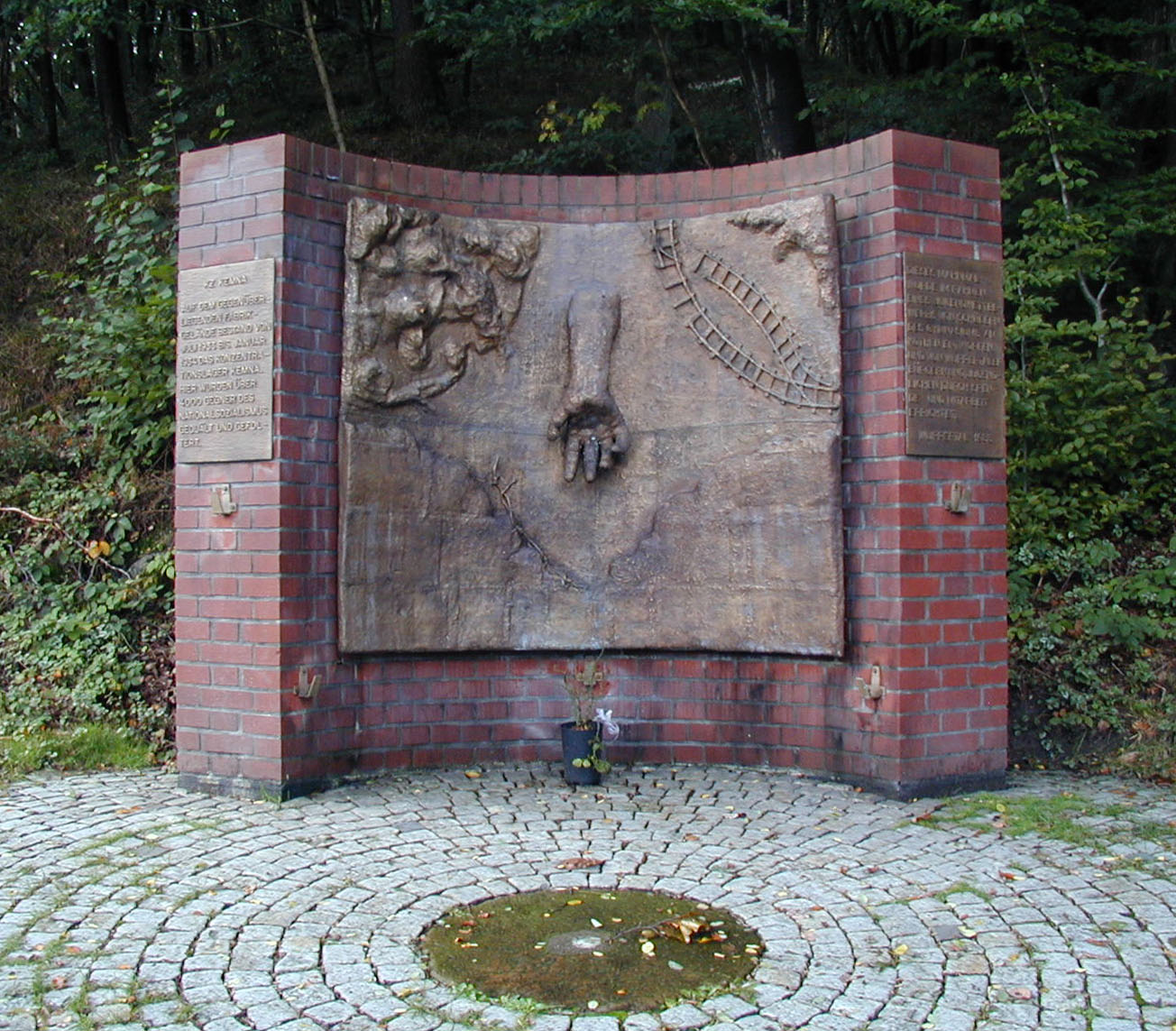
Il memoriale per il campo di concentramento di Kemna

Il campo di concentramento di Kemna era situato a Wuppertal tra Beyenburg e Oberbarmen in Germania. 

## Descrizione e storia
Il campo funzionò tra la fine di giugno del 1933 e il 19 gennaio 1934. A capo del campo vi erano le SA e la polizia di Wuppertal con il supporto del distretto di Düsseldorf. 
Sono stati richiusi 1.100 prigionieri in condizioni di igiene catastrofiche. La tortura e la violenza arbitraria erano il destino quotidiano dei prigionieri.
I detenuti erano principalmente membri del Partito comunista tedesco e del Partito socialdemocratico tedesco della regione, ma anche di Duisburg, Dusseldorf, Krefeld ed Essen.
In occasione del 50º anniversario della costruzione del campo, nel 1983 è stato eretto un memoriale e ogni anno viene realizzata una ghirlanda. La strada che porta al memoriale è stata intitolata al prigioniero più giovane di Kemna, Karl Ibach, dal 1990.